# Nychiodes saerdabica
Nychiodes saerdabica là một loài bướm đêm trong họ Geometridae.